# Portal in die Vergangenheit
Portal in die Vergangenheit (Originaltitel: All Our Yesterdays) ist die 23. Episode der dritten Staffel der Science-Fiction-Fernsehserie Raumschiff Enterprise. Sie wurde in englischer Sprache erstmals am 14. März 1969 bei NBC ausgestrahlt. In Deutschland war sie zum ersten Mal am 6. Juni 1988 in einer synchronisierten Fassung bei Sat.1 zu sehen, nachdem das ZDF sie bei der deutschen Erstausstrahlung der Serie in den Jahren 1972 bis 1974 übergangen hatte.

## Handlung
Im Jahr 2269 bei Sternzeit 5943.7 besucht die Enterprise den Planeten Sarpeidon, dessen Sonne Beta Niobe kurz davor steht, zu einer Supernova zu werden. Um mehr über das Schicksal der Bevölkerung von Sarpeidon herauszufinden, beamen Captain Kirk, der erste Offizier Spock und Schiffsarzt McCoy auf die Oberfläche. Alle Bewohner scheinen fort zu sein, nur in einer Art Bibliothek finden sie einen Mann namens Atoz und mehrere Doppelgänger von ihm vor.
Atoz erklärt, die Bewohner des Planeten haben sich vor der nahenden Supernova mithilfe einer Maschine namens Atavachron in die Vergangenheit geflüchtet. Es gibt eine Auswahl an tausenden von Zeitperioden und auf kleinen Scheiben sind Ansichten davon gespeichert. Kirk betrachtet die Aufzeichnung einer Zeit, die dem Europa des 17. Jahrhunderts ähnelt. Spock und McCoy betrachten die Ansicht einer eiszeitlichen Landschaft. Plötzlich hört Kirk den Schrei einer Frau. Um dem nachzugehen, rennt er durch einen Durchgang – nicht ahnend, dass es sich um das Portal der Atavachron handelt. Unvermittelt findet er sich in der Zeitperiode wieder, die er gerade betrachtet hat. Spock und McCoy wollen ihm zu Hilfe kommen, doch sie finden sich plötzlich in einer Eislandschaft wieder.
Kirk entdeckt die Frau, die den Schrei ausgestoßen hat. Sie wird von zwei Männern angegriffen. Kirk kann dem einen sein Schwert entreißen und duelliert sich mit dem anderen. Er kann die Männer vertreiben, muss dann aber erkennen, dass die Frau eine Diebin ist, die einen der Männer bestohlen hat. Kirk will zurück in die Bibliothek, findet aber statt eines Durchgangs nur eine Mauer vor. Er kann einige Worte mit Spock und McCoy wechseln, kann aber nicht zu ihnen gelangen. Die beiden Männer kommen mit Verstärkung zurück und Kirk wird zusammen mit der Diebin verhaftet. Da alle sein Gespräch mit Spock und McCoy mithören konnten, beschuldigt ihn die Diebin, ein Hexer zu sein, der mit Geistern im Bunde steht und sie zum Stehlen verführt hat. In seiner Zelle wird Kirk von einem Ankläger aufgesucht. Dieser ist erstaunlich wohlwollend und würde die Hexerei-Anklage eigentlich gern fallen lassen, wenn es da keine Zeugen gäbe. Als Kirk die Bibliothek erwähnt, wird der Ankläger nervös und Kirk erkennt, dass auch er aus der Zukunft hierher gelangt ist.
In der Eiszeit leiden Spock und McCoy währenddessen unter der Kälte. McCoy erleidet eine starke Unterkühlung. Da kommt ihnen eine verhüllte Person zu Hilfe, die sie in eine Höhle bringt, in der angenehme Temperaturen herrschen. Bei der Person handelt sich um eine Frau namens Zarabeth. Sie hüllt den bewusstlosen McCoy in Decken und erklärt Spock, dass sie in diese Zeit verbannt wurde, weil einer ihrer Verwandten versucht hat, einen Tyrannen zu ermorden. Seitdem lebt sie allein hier. Spock erklärt, dass er zurück muss, um Kirk zu suchen, doch Zarabeth macht ihm klar, dass durch die Atavachron die Zellstruktur einer Person unwiderruflich an die Zielzeit angepasst wird und eine Rückkehr dadurch unmöglich ist. Als McCoy wieder zu sich kommt, bemerkt er, dass Spock etwas zu sehr von der Hoffnungslosigkeit ihrer Situation überzeugt ist. Spock, der als Vulkanier stets seine Emotionen unterdrückt, verliert zunehmend seine emotionale Kontrolle. Er verfällt in eine leidenschaftliche Liebe zu Zarabeth, empfindet Freude beim Verzehr von Fleisch und gerät McCoy gegenüber in Zorn.
Kirk gelingt es indes, seinen Wärter zu überrumpeln, und als der Ankläger zurückkehrt, bricht er aus seiner Zelle aus und verlangt, dass der Ankläger ihm einen Weg zurück in die Bibliothek zeigt. Seine Antwort ist etwas ausführlicher als die von Zarabeth. Er erklärt, dass vor der Zeitreise eine Anpassung erfolgen muss. Kirk meint, bei ihm sei keine erfolgt, woraufhin der Ankläger erwidert, dass er schnellstens zurückkehren müsse, denn ohne Anpassung würde er in dieser Zeit innerhalb weniger Stunden sterben. Gemeinsam kehren sie an den Ort seines Eintreffens zurück. Dort findet Kirk schließlich einen in der Mauer versteckten schmalen Durchgang, der ihn zurück in die Bibliothek führt. Dort gerät er mit mehreren Versionen von Atoz aneinander, die darauf bestehen, ihn für eine Zeitreise anzupassen. Schließlich kann er ihn dazu bringen, die Scheibe mit der Zeitperiode herauszusuchen, in die es Spock und McCoy verschlagen hat.
McCoy ist mittlerweile überzeugt, dass nur Zarabeth in dieser Zeit gefangen ist, die 5.000 Jahre in der Vergangenheit liegt. Die Vulkanier waren zu dieser Zeit wild und kriegerisch und Spock scheint sich in diesen Geisteszustand zurückzuentwickeln. Eine Rückkehr in ihre eigene Zeit ist unumgänglich und schweren Herzens entschließt sich Zarabeth, sie zum Portal zu führen. Für lange Abschiede fehlt die Zeit, denn die Explosion von Beta Niobe steht unmittelbar bevor. Spock fällt es schwer, sich von Zarabeth zu trennen, doch Atoz erklärt, dass McCoy und Spock nur gemeinsam zurückkehren können. Schließlich gehen sie durch das Portal und kaum sind sie zurück, verschwindet Atoz in die Zeitperiode, die er für sich selbst ausgesucht hat. Kirk, Spock und McCoy kehren auf die Enterprise zurück und das Schiff setzt seine Reise fort.

## Verbindungen zu anderen Star-Trek-Produktionen
Einige Elemente aus dieser Folge wurden in späteren Star-Trek-Produktionen wieder aufgegriffen:
- In Folge 2.06 (Flucht aus einem anderen Universum) der Zeichentrickserie Die Enterprise von 1974 wird Bezug darauf genommen, dass der Stern Beta Niobe in Portal in die Vergangenheit zur Supernova wurde.
- In Folge 1.25 (Die Verschwörung) von Raumschiff Enterprise – Das nächste Jahrhundert aus dem Jahr 1988, im Film Star Trek VI: Das unentdeckte Land von 1991 und in Folge 1.02 (Karten und Legenden) von Star Trek: Picard aus dem Jahr 2020 ist der Stern Beta Niobe auf Sternenkarten verzeichnet.
- In der Pilotfolge Leuchtfeuer der Serie Star Trek: Discovery von 2017 trägt eines der Bücher von Captain Georgiou den Titel All Our Yesterdays.

## Produktion

### Drehbuch
Der Originaltitel der Folge geht zurück auf einen Ausspruch von König Macbeth aus dem gleichnamigen Theaterstück von William Shakespeare:

„And all our yesterdays have lighted fools

The way to dusty death. Out, out, brief candle!“

„Und alle unsre Gestern führten Narr'n

Den Pfad des stäub'gen Tods. – Aus! kleines Licht! –“

Der Name des Bibliothekars Mr. Atoz ist ein Wortspiel und steht für „A to Z“ („A bis Z“).
Das Drehbuch stammt von Jean Lisette Aroeste. Sie war hauptberuflich Bibliothekarin an der University of California, Los Angeles. Aroeste hatte bereits zuvor eine Geschichte unverlangt eingesandt, aus der Robert Justman sie das Drehbuch für die Folge Die fremde Materie entwickeln ließ. Sie schrieb später noch eine Geschichte für eine weitere Raumschiff-Enterprise-Folge namens The Forseeable Future, die aber nicht produziert wurde. Diese Star-Trek-Folgen blieben ihre einzigen Drehbucharbeiten.

### Darsteller
Ian Wolfe, Darsteller von Mr. Atoz, spielte auch Septimus in der Folge Brot und Spiele.

### Drehorte und Kulissen
Portal in die Vergangenheit ist die einzige Folge der Serie, in der keine einzige Szene an Bord der Enterprise spielt.
Neben Der Obelisk ist Portal in die Vergangenheit die einzige Folge der dritten Staffel von Raumschiff Enterprise, für die Außenaufnahmen gedreht wurden (hier ist es lediglich die Fechtszene).

### Requisiten
Für die Atavachron wurde der Beta-5-Computer aus der Folge Ein Planet, genannt Erde wiederverwendet.

## Adaptionen
James Blish schrieb eine Textfassung von Portal in die Vergangenheit, die auf Englisch erstmals 1971 in der Geschichtensammlung Star Trek 4 erschien. Die deutsche Übersetzung erschien 1972.
Ein Fotoroman zu Portal in die Vergangenheit erschien 1978 auf Englisch als sechster Band der Star-Trek-Fotonovel-Reihe. Die deutsche Übersetzung erschien 1979.

## Rezeption
John Dwyer und Walter M. Jeffries wurden 1969 für ihre Arbeit an Portal in die Vergangenheit für einen Emmy in der Kategorie Beste Leistung in Künstlerischer Leitung und Szenendesign nominiert.
Aaron Couch und Graeme McMillan erstellten 2016 anlässlich des 50-jährigen Jubiläums von Star Trek in Zusammenarbeit mit verschiedenen Beteiligten aus dem Franchise für den Hollywood Reporter eine Liste der 100 besten bis dahin ausgestrahlten Folgen. Portal in die Vergangenheit wurde hierbei auf Platz 39 gewählt.
Lisa Granshaw erstellte 2016 für syfy.com eine Liste der 15 besten Star-Trek-Zeitreisegeschichten. Portal in die Vergangenheit landete dabei auf Platz 12.
Eric Diaz listete Portal in die Vergangenheit 2019 auf nerdist.com in einem Ranking der zehn besten Star-Trek-Zeitreisefolgen auf Platz 10.
Christian Blauvelt listete Portal in die Vergangenheit 2022 auf hollywood.com in einem Ranking aller 79 Raumschiff-Enterprise-Folgen auf Platz 15.

## Parodien und Anspielungen
Der britische Musiker Allan Holdsworth veröffentlichte 1986 ein Album mit dem Titel Atavachron. Eines der Lieder auf diesem Album heißt All Our Yesterdays.